# Bannaella
Bannaella là một chi nhện trong họ Dictynidae.